# HD106661
HD106661 — хімічно пекулярна зоря спектрального класу
A2 й має  видиму зоряну величину в смузі V приблизно  5,1.
Вона  розташована на відстані близько 197,8 світлових років від Сонця.

## Фізичні характеристики
Зоря HD106661 обертається 
дуже швидко 
навколо своєї осі. Проєкція її екваторіальної швидкості на промінь зору становить  Vsin(i)=191км/сек.

## Пекулярний хімічний склад
Зоряна атмосфера HD106661 має підвищений вміст 
Si
.